# 平康郡
平康郡（ピョンガンぐん）は朝鮮民主主義人民共和国江原道に属する郡である。軍事境界線に面している。

## 地理
西南には鉄原郡、西に伊川郡、東には金化郡が、北に洗浦郡、北西に板橋郡がある。南側は軍事境界線を挟んで韓国統治区域の鉄原郡に接している。

## 行政区画
1邑・30里を管轄する。
| - 平康邑 - 佳谷里 - 乾川里 - 近東里 - 金化郡近東面を継承 - 金谷里 - 南陽里 - 内泉里 - 浪越里 - 浪下里 - 李寿徳里 - 文峯里 - 文山里 - 福渓里 - 蓬莱里 - 上甲里 - 上松館里 | - 上元里 - 城山里 - 水泰里 - 新井里 - 鴨洞里 - 玉洞里 - 資源里 - 戦勝里 - 定山里 - 天巌里 - 塔距里 - 下松里 - 下注里 - 解放里 - 化巌里 |

## 歴史

### 年表
この節の出典
- 1914年4月1日 - 郡面併合により、江原道平康郡に以下の面が成立。(7面)
  - 郡内面・県内面・南面・西面・木田面・高挿面・楡津面
- 1917年 - 郡内面が平康面に改称。(7面)
- 1923年 - 平康面が郡内面に改称。(7面)
- 1939年 - 郡内面が平康面に改称。(7面)
- 1943年 - 平康面が平康邑に昇格。(1邑6面)
- 1945年(光復直後) (7面)
  - 平康邑が平康面に降格。
  - 高挿面が洗浦面に改称。
- 1952年12月 - 郡面里統廃合により、江原道平康郡平康面・南面・県内面・木田面および西面の一部（ただし、南面のごく一部が韓国の統治区域となった）、淮陽郡蘭谷面の一部地域をもって、平康郡を設置。平康郡に以下の邑・里が成立。(1邑34里)
  - 平康邑・解放里・南陽里・旧邑里・鴨洞里・浪越里・玉洞里・文峯里・金谷里・定山里・化巌里・望日里・白龍里・文山里・李寿徳里・浪下里・下福里・松浦里・築産里・上元里・下注里・赤洞里・新井里・天巌里・内泉里・資源里・戦勝里・松峴里・福満里・鼎洞里・箕山里・中三里・墻村里・上松館里・下松里
- 1953年 (1邑34里)
  - 平康邑の一部が分立し、上甲里が発足。
  - 白龍里が平康邑に編入。
  - 平康邑の一部が旧邑里に編入。
- 1954年 (1邑30里)
  - 赤洞里・築産里の各一部が合併し、梨木里が発足。
  - 望日里が玉洞里に編入。
  - 松峴里が鴨洞里・天巌里に分割編入。
  - 赤洞里・下福里の各一部が新井里に編入。
  - 下福里の残部が文山里に編入。
  - 赤洞里の残部が上元里に編入。
  - 築産里の残部が松浦里に編入。
- 1961年 (1邑29里)
  - 平康邑が福渓里に降格。
  - 旧邑里が平康邑に昇格。
  - 梨木里が洗浦郡に編入。
- 1963年 - 南陽里の一部が分立し、蓬莱里が発足。(1邑30里)
- 1965年 (1邑31里)
  - 福渓里の一部が上甲里・平康邑に分割編入。
  - 資源里の一部が分立し、佳谷里が発足。
- 1971年 - 上元里が文山里に編入。(1邑30里)
- 1984年 - 墻村里が墻村労働者区に昇格。(1邑1労働者区29里)
- 1985年3月 - 文山里の一部が分立し、上元里が発足。(1邑1労働者区30里)
- 1991年10月30日 - 平康駅付近で大規模な爆発事故が発生[2]。
- 2001年1月27日 (1邑30里)
  - 墻村労働者区・福満里・鼎洞里・松浦里・箕山里・中三里が洗浦郡に編入。
  - 金化郡塔距里・城山里・乾川里・水泰里・近東里を編入。
- 2020年まで - 旧金化郡地域が返還される。

### 大韓民国の実効支配地域にあった平康郡
- 1953年 - 休戦協定。この郡の南側を軍事境界線が通るようになった。南面のごく一部（亭淵里）が韓国の統治区域となる。(1面)
- 1972年 - 韓国の南面を鉄原郡葛末面に編入し、韓国統治地域の平康郡は消滅。なお、以北五道委員会における未収復地域の平康郡は存続。

## 交通
郡内を江原線が通じている。もとは京元線と呼ばれ元山市からこの郡を通り京城（現ソウル）に通じていたが、1953年の休戦協定で軍事境界線が月井里駅～平康駅間を通ることとなったため線路は南北に分断され、その後北朝鮮では京元線を江原線と改称され平康駅が終点となった。
- 江原線
  - 福渓駅 - 平康駅